# Финал Кубка Англии по футболу 1971
Финал Кубка Англии по футболу 1971 года стал 91-м финалом старейшего футбольного кубкового турнира в мире, Кубка Англии. Матч состоялся 8 мая 1971 года на стадионе «Уэмбли» в Лондоне. В нём встретились английские клубы «Ливерпуль» и «Арсенал». Победу в матче со счетом 2:1 одержал «Арсенал».

## Детали матча
| Ливерпуль  | 1:2 (доп. вр.) | Арсенал                    |
| ---------- | -------------- | -------------------------- |
| Хайуэй 92′ | (отчёт)        | - Келли 101′ - Джордж 111′ |

| Ливерпуль | Арсенал |